# Теплоухов, Фёдор Александрович
Фёдор Александрович Теплоухов (1845—1905) — российский натуралист и лесовод. Сын известного русского лесовода Александра Ефимовича Теплоухова (1811—1885). 

## Биография
По окончании курса в пермской гимназии учился в Тарандтской королевской лесной академии (в Саксонии) и Петровско-Разумовской лесной и сельскохозяйственной академии. Летом 1868 года, студентом академии, он сопровождал Алтайскую экспедицию германского геолога Бернгарда фон Котты, во время которой Теплоухову удалось собрать материал по флоре Алтая. По окончании курса в 1872 году, в Петровской академии состоял окружным лесничим, а с 1875 года — главным лесничим Ильинского имения Пермской губернии графов Строгановых. Им открыта в окрестностях села Ильинского фиалка, названная им именем любимого своего учителя Морица Вилькома — Viola mauritii («Записки Уральского общества любителей естествознания», VII т. 2 вып., 1882).
Его сын — Александр (1880–1943), лесовод, энтомолог, этнограф.
дочь — Нина (1888–1927), муж с 1911 г., военный врач Иван Иванович Балдин(1887–1958).